# Micreremites polygramma
Micreremites polygramma là một loài bướm đêm trong họ Erebidae.